# Venia
Venia is een geslacht van spinnen uit de familie hangmatspinnen (Linyphiidae).

## Soorten
De volgende soort is bij het geslacht ingedeeld:
- Venia kakamega Seyfulina & Jocqué, 2009